# Стенін Борис Андріанович
Стенін Борис Андріанович (рос. Стенин Борис Андрианович; нар. 17 січня 1935, Свердловськ — пом. 18 січня 2001, Москва) — радянський ковзаняр, призер Олімпійських ігор, чемпіон світу в класичному багатоборстві.

## Біографія
Борис Стенін народився в Свердловську, де і почав з п'ятнадцяти років займатися ковзанярським спортом в ДСТ «Труд». Тут же познайомився зі своєю майбутньою дружиною Валентиною Милославовою, теж ковзаняркою.
1957 року ввійшов до складу збірної СРСР.
1959 року зайняв 3-е місце на чемпіонаті Європи на дистанції 1500 м і був 7-им в класичному багатоборстві.
Наступний 1960 рік вийшов дуже вдалим і для Бориса Стеніна, і для його дружини Валентини Стеніної. Борис став чемпіоном СРСР в класичному багатоборстві, срібним призером чемпіонату Європи, а на чемпіонаті світу 1960 Стенін переміг на дистанції 1500 м, зайняв на дистанції 500 м друге місце і в загальному заліку став чемпіоном. А за неділю до першості світу серед чоловіків, де Борис Стенін став чемпіоном, чемпіонкою світу в класичному багатоборстві серед жінок стала Валентина Стеніна. Таким чином, Стеніни стали першою в світі подружньою парою, що виграла чемпіонати світу з ковзанярського спорту.
На Олімпійських іграх 1960 Борис Стенін завоював бронзову медаль на дистанції 1500 м у чоловіків. На цих же Олімпійських іграх Стеніна на дистанції 3000 м зуміла вибороти срібну нагороду, і подружжя Стеніних стало також першою парою, що завоювала олімпійські нагороди.
1960 року Борис Стенін отримав премію Оскара Матісена як кращий ковзаняр року.
1961 року Стенін був на чемпіонаті Європи сьомим, а на чемпіонаті світу — п'ятим в багатоборстві, отримавши на світовій першості бронзову нагороду на дистанції 1500 м.
1962 року Стенін знов переміг на чемпіонаті СРСР і став третім на чемпіонаті Європи, де переміг на дистанції 1500 м. На чемпіонаті світу 1962, що проходив в Москві, Стенін був першим на дистанції 1500 м і другим на дистанції 500 м і лідирував після трьох дистанцій, але невдача на дистанції 10000 м відкинула його на четверте загальне місце.
1963 року Стенін на чемпіонаті Європи переміг на дистанції 1500 м (встановивши світовий рекорд часу) і на дистанції 500 м, але зайняв в загальному заліку лише п'яте місце, а на чемпіонаті світу — чотирнадцяте.
1964 року не потрапив до складу збірної на Олімпійські ігри 1964 і завершив виступи. Того ж 1964 року розпочав тренерську кар'єру. Через два роки був запрошений до тренерської роботи у збірній СРСР.
1968 року Стенін перейшов на викладацьку роботу в Московський інститут фізичної культури. 1973 року Стенін отримав ступінь кандидата наук.
1973 року повернувся до тренерської роботи з жіночою збірною СРСР.
1976 року отримав звання Заслужений тренер СРСР.
1984 року на Олімпійських іграх радянські ковзанярки завоювали «лише» три бронзові медалі, і Борис Стенін був звільнений з посади тренера збірної.
Стенін повернувся до викладацької роботи в Інституті фізкультури.
1994 року отримав ступінь доктора наук. Продовжував дослідницьку та викладацьку діяльність до самої смерті.